# بزرگ‌منشی
بزرگ‌منشی (کرامت) (به انگلیسی: Dignity) عبارت است از اتّصاف انسان به فضایلی که او را در نظر خود و دیگران شایسته احترام می‌گرداند. مقصود از کرامت انسانی ارزش انسانی است.
اصل کرامت انسانی اصلی است که کانت نظریه اخلاقی خود را بر آن بنا نهاده‌است.
علت این امر این است که غایت اراده انسان عبارت است از احترام به انسان از آن جهت که انسان است.
اگر انسان عقل خود را تابع هواها قرار دهد یا دیگران را در خدمت منافع خود درآورد، بر خلاف کرامت انسانی عمل کرده‌است.
بزرگ‌منشی نیز از نظر ارسطو حد وسط میان خودبزرگ‌بینی و خودکم‌بینی است و زینت و اوج فضایل می‌باشد.